# Bundesstraße 49
Pour les articles homonymes, voir B49 et Route 49.

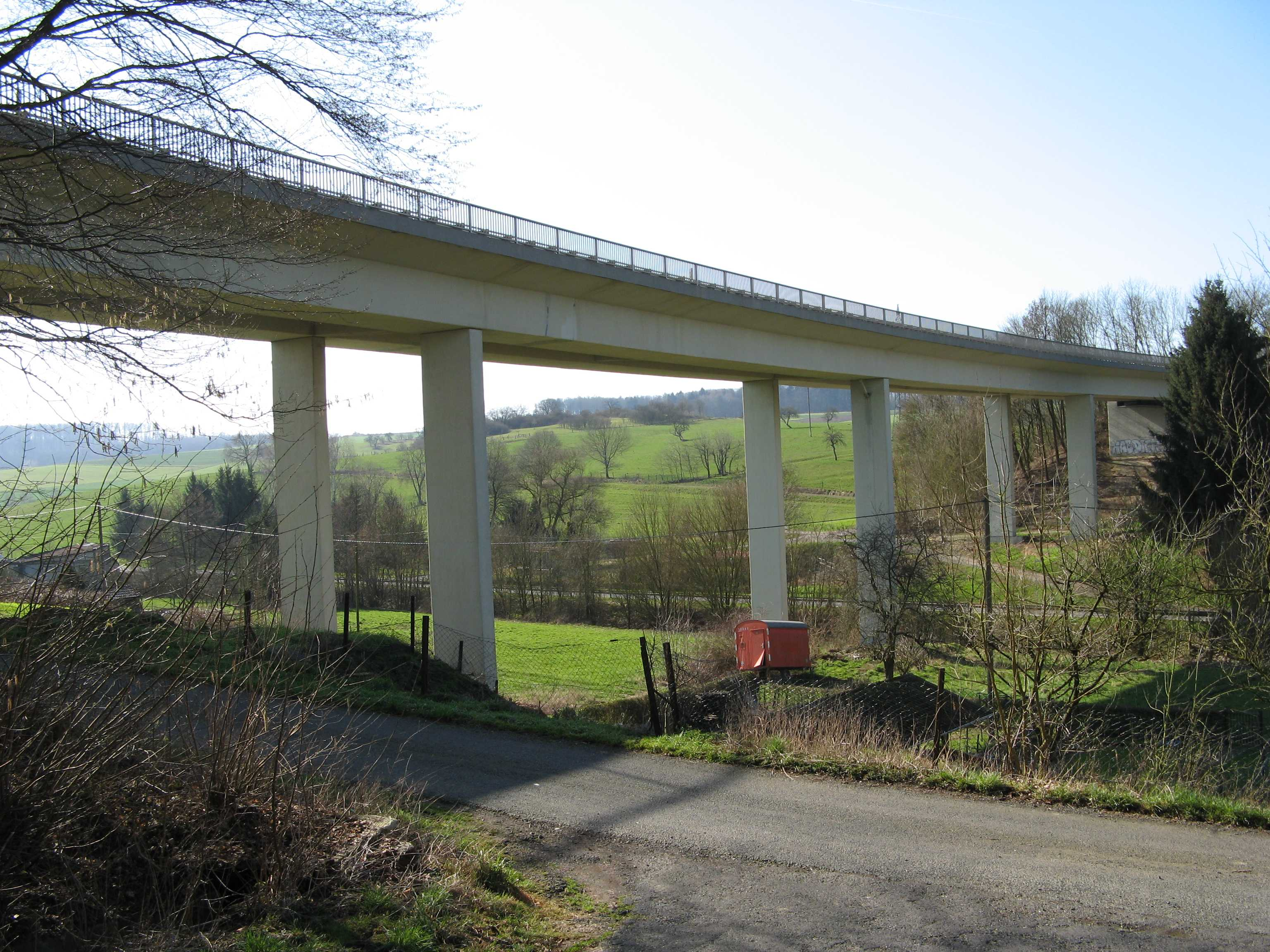
Le pont de Heckholzhausen

La Bundesstraße 49 (abrégré en B 49) est une longue Bundesstraße en Hesse et Rhénanie-Palatinat. Elle relie la ville de Alsfeld en Hesse aux Wasserbillig près de la frontière luxembourgeoise. 